# Уэллс, Эван
Эван Уэллс (англ. Evan Wells) — американский геймдизайнер, программист, геймдиректор, продюсер и бывший сопрезидент компании Naughty Dog.
Первая видеоигра Уэллса была сделана в компании Sega, где он работал над ToeJam & Earl in Panic on Funkotron, прежде чем перейти в Crystal Dynamics в 1995 году для работы над Gex and Gex: Enter the Gecko. Он был принят на работу в Naughty Dog в 1998 году, работая над несколькими играми серии Crash Bandicoot и Jak and Daxter, прежде чем стать сопредседателем компании вместе со Стивеном Уайтом в 2005 году; в следующем году Уайта сменил Кристоф Балестра, который ушел в отставку в 2017 году. Они вдвоем наблюдали за выпуском серии «Uncharted» и «The Last of Us». Уэллс оставался единственным президентом, наблюдая за выпуском «The Last of Us Part II», пока Нил Дракманн не стал сопредседателем в 2020 году.

## Карьера
Эван Уэллс окончил Стэнфордский университет в 1995 году со степенью в области компьютерных наук. В 1993 году он работал в компании Sega над игрой ToeJam & Earl in Panic on Funkotron (1993) в качестве ведущего тестировщика, затем начинает работать в Crystal Dynamics с 1994 по 1998 год, работая над Gex (1998) в качестве программиста и Gex: Enter the Gecko (1998) в качестве ведущего дизайнера. Позже Уэллс переходит в Naughty Dog, где работал над Crash Bandicoot: Warped (1998), Crash Team Racing (1999), Jak and Daxter: The Precursor Legacy (2001), Jak II (2003), Jak 3 (2004) и Jak X: Combat Racing (2005). После ухода основателей Джейсона Рубина и Энди Гэвина в 2004 году Уэллс стал сопредседателем Naughty Dog вместе со Стивеном Уайтом; через год Уайта сменил Кристоф Балестра. Уэллс продолжал работать в качестве сопредседателя во время выпуска серии Uncharted (2007-17), а также The Last of Us (2013). Балестра ушла из компании в апреле 2017 года; Уэллс стал единственным президентом. Нил Дракманн был назначен вице-президентом в марте 2018 года, а в декабре 2020 года стал сопредседателем вместе с Уэллсом. Уэллс был исполнительным продюсером фильма «Анчартед: На картах не значится» (2022) и предстоящей телевизионной адаптации «Один из нас» на канале HBO.

## Работы

### Игры
| Год  | Название                             | Роль                                |
| ---- | ------------------------------------ | ----------------------------------- |
| 1993 | ToeJam & Earl in Panic on Funkotron  | ведущий тестировщик, дизайн уровней |
| 1995 | Gex                                  | программист                         |
| 1998 | Gex: Enter the Gecko                 | геймдизайнер                        |
| 1998 | Crash Bandicoot: Warped              | геймдизайнер                        |
| 1999 | Crash Team Racing                    | геймдизайнер                        |
| 2001 | Jak and Daxter: The Precursor Legacy | геймдизайнер                        |
| 2003 | Jak II                               | геймдизайнер                        |
| 2004 | Jak 3                                | геймдизайнер                        |
| 2005 | Jak X: Combat Racing                 | сопрезидент, продюсер               |
| 2007 | Uncharted: Drake's Fortune           | сопрезидент, продюсер               |
| 2009 | Uncharted 2: Among Thieves           | сопрезидент, продюсер               |
| 2011 | Uncharted 3: Drake's Deception       | сопрезидент, продюсер               |
| 2013 | The Last of Us                       | сопрезидент, продюсер               |
| 2014 | The Last of Us: Left Behind          | сопрезидент, продюсер               |
| 2016 | Uncharted 4: A Thief's End           | сопрезидент, продюсер               |
| 2017 | Uncharted: The Lost Legacy           | президент, продюсер                 |
| 2020 | The Last of Us Part II               | президент, продюсер                 |

### Кино и телевидение
| Год  | Название                        | Роль                    |
| ---- | ------------------------------- | ----------------------- |
| 2022 | Анчартед: На картах не значится | исполнительный продюсер |
| 2023 | Одни из нас                     | исполнительный продюсер |

### Телепрограммы
| Год  | Название                        | Роль     |
| ---- | ------------------------------- | -------- |
| 2013 | Grounded: Making The Last of Us | сам себя |
| 2015 | Conversations with Creators     | сам себя |